# Episodi di The Intern (quinta stagione)
La quinta stagione della serie televisiva The Intern, composta da 8 episodi, è stata trasmessa in Svizzera dall'11 febbraio al 3 marzo 2020 su RTS Un. In Belgio, è andata in onda sul canale La Une dal 10 al 31 marzo 2020. Infine, in Francia è stata trasmessa dal 25 agosto al 15 settembre 2020 su France 3.
In Italia, la stagione andrà in onda dal 26 gennaio 2021 sul canale a pagamento Fox Crime.
| nº | Titolo originale       | Titolo italiano             | Prima TV Svizzera | Prima TV Francia  | Prima TV Italia  |
| -- | ---------------------- | --------------------------- | ----------------- | ----------------- | ---------------- |
| 1  | Espace détente         | Una serata molto rilassante | 11 febbraio 2020  | 25 agosto 2020    | 26 gennaio 2021  |
| 2  | La Parole à la défense | La parola alla difesa       | 11 febbraio 2020  | 25 agosto 2020    | 26 gennaio 2021  |
| 3  | Les Liens du sang      | Legame di sangue            | 18 febbraio 2020  | 1º settembre 2020 | 2 febbraio 2021  |
| 4  | Le Silence de la mer   | Il silenzio del successo    | 18 febbraio 2020  | 1º settembre 2020 | 2 febbraio 2021  |
| 5  | Le Prix du succès      | Il prezzo del successo      | 25 febbraio 2020  | 8 settembre 2020  | 9 febbraio 2021  |
| 6  | Passé trouble          | Un passato difficile        | 25 febbraio 2020  | 8 settembre 2020  | 9 febbraio 2021  |
| 7  | Noces funèbres         | Nozze funeste               | 3 marzo 2020      | 15 settembre 2020 | 16 febbraio 2021 |
| 8  | Jamais sans Léa        | Mai più senza Lea           | 3 marzo 2020      | 15 settembre 2020 | 16 febbraio 2021 |